# Erocha albifera
Erocha albifera là một loài bướm đêm trong họ Noctuidae.